# بشارت، با حضور سنت امیدیوس
پیرزنی در حال سرخ کردن تخم‌مرغ (به انگلیسی: The Annunciation, with Saint Emidius) یک اثر هنری محرابی اثر هنرمند ایتالیایی کارلو کریولی است که اقتباسی هنری از تابلوی بشارت را نشان می‌دهد. بشارت یک رویداد مذهبی است که در کتاب مقدس شرح داده شده است و شامل فرشته مقرب جبرئیل است که بر مریم باکره ظاهر می‌شود و پیامی مقدس را اعلام می‌کند. این تابلوی محرابی برای کلیسای اس‌اس. آنونزیاتا در شهر ایتالیایی اسکولی پیچنو، در منطقه مارکه، برای جشن گرفتن خودمختاری اعطا شده به شهر در سال ۱۴۸۲ توسط پاپ سیکستوس چهارم نقاشی شده است. علاوه بر این، این نقاشی شامل نمادها و موضوعات مذهبی مهمی مانند فرشته مقرب جبرئیل، مریم باکره، سنت امیدیوس و روح‌القدس است تا تقدس صحنه را منتقل کند. در نهایت، معماری و لباس‌های به تصویر کشیده شده در این نقاشی، و همچنین تکنیک‌های به کار رفته برای خلق این نقاشی، نشان می‌دهد که این یک اثر هنری رنسانسی است. این تابلو در نگارخانه ملی شهر لندن نگهداری می‌شود.